# East Tawakoni
East Tawakoni é uma cidade localizada no estado norte-americano do Texas, no Condado de Rains.

## Demografia
Segundo o censo norte-americano de 2000, a sua população era de 775 habitantes.
Em 2006, foi estimada uma população de 988, um aumento de 213 (27.5%).

## Geografia
De acordo com o United States Census Bureau tem uma área de
4,8 km², dos quais 4,7 km² cobertos por terra e 0,1 km² cobertos por água.

## Localidades na vizinhança
O diagrama seguinte representa as localidades num raio de 20 km ao redor de East Tawakoni.